# Al-Muàddham Turan-Xah
Al-Màlik al-Muàddham Xams-ad-Din Turan-Xah ibn Najm-ad-Din Ayyub, més conegut simplement com al-Muàddham Turan-Xah, Turan-Xah ibn Ayyub o Turan-Xah —àrab: توران شاه بن أيوب, Tūrān Xāh b. Ayyūb— (mort vers 1180) fou emir aiúbida del Iemen i governador de Damasc. Era fill de Najm-ad-Din Ayyub i germà de Saladí.
Saladí va enviar al-Muàddham Turan-Xah al Iemen el 1173 amb una missió principal: dominar Zabid on l'imam Abd-an-Nabí ibn Mahdí havia estès el seu poder per bona part del Iemen, i restablir les doctrines sunnites i la khutba en nom del califa abbàssida. Turan-Xah va arribar amb forces considerables i va entrar fàcilment a Zabid. Abd-an-Nabí fou mort segons uns i empresonat fins que va morir segons altres. Tot seguit es va dirigir a Djenedj, Taizz i Aden. Va ocupar Takar i va anar cap a la regió del Mikhlaf, i es va acostar al Dawran. En la batalla contra les tribus del Djenb aquestes foren derrotades i van haver de demanar la pau. La fortalesa de Dawran fou ocupada per Turan-Xah que llavors va seguir com a Dhimar (Dhemar) que igualment va ocupar i va tenir Sanaa, la capital del hamdanita Ali ibn Sultan Hatim, als seus peus; hagués entrat a aquesta ciutat quan les tribus del Djenb es van revoltar altre cop i va haver d'anar a combatre-les. L'aiúbida va obtenir una nova victòria amb fortes pèrdues humanes i materials pels enemics que foren perseguits cap a Hazzan.
Turan-Xah va acampar llavors a la rodalia de Sanaa i els notables locals el van anar a rebre i a rendir homenatge i va entrar a la ciutat. Ali ibn Sultan Hatim havia ordenat destruir totes les antiguitats importants de Sanaa i s'havia retirat a Biraix mentre el seu germà Bishr ibn Sultan Hatim es va establir a Azzan. Turan-Xah va anar llavors cap a l'oest i va sotmetre les tribus del Djebel Bura, i va saquejar nombrosos pobles en el seu camí. Després es va dirigir altre cop a Zabid i d'allí a Djened i al Djabal Sabir, i va ocupar per capitulació la fortalesa de Sabir i per conquesta Daknr, Shirnaf i Azzan. Després va seguir en direcció a Maafir, i pel camí va conquerir Yuimeya, Munif i Semdan, i va arribar a Dumluwa on es trobava l'eunuc Djawhar al-Muazzam amb el seu pupil el príncep zuràyida Imran ibn Muhàmmad ibn Saba. En aquesta ciutat fou rebutjat per Djawhar i llavors es va dirigir cap a Djubla i després altres cop a Zabid.
En aquestes operacions havien passat quasi dos anys. Llavors Turan-Xah fou cridat pel seu germà Saladí per retornar a Egipte. Abans de sortir va fer executar a tres fills de l'imam Abd-an-Nabí ibn Mahdí que tenia presoners i a Yazir ibn Bilal al-Jarir, antic governador zuràyida d'Aden que el 1173 havia pogut fugir de la ciutat quan hi va entrar Turan-Xah, i després d'estar un temps a Dumluwa, es va amagar a al-Udayna però fou traït i entregat al sultà. Yazir ibn Bilal fou esquarterat juntament amb un esclau seu de nom Miftah 1175. Turan-Xah va sortir de Sanaa, i va deixar al Iemen un governador principal a Zabid amb control sobre tota la costa nord-oest, i altres governadors a Aden, Takar, Taizz i Djubla. Es va emportar el seu tresor obtingut dels impostos i els saquejos, però en arribar al fortí d'Aixyah fou atacat per una banda de bandits i el va perdre. En arribar a Egipte el seu germà el va nomenar governador de Damasc en nom seu (1176) però va abandonar el càrrec al cap d'un temps (vers 1177) i va retornar al Caire on va morir (probablement el 1178 en tot cas abans de 1181), i fou enterrat a Damasc
. Fins a la seva mort fou considerat emir del Iemen i l'esclau Khatalba, que hi va governar, hi fou enviat com a delegat.

## Font
- Ali ben al-Hasan al-Khazradji, The pearls-strings: a history of the Resuliyy dinasty of Yemen, traducció de Sir James W. Redhouse, Leyden i Londres, 1906